# Stefan Weber (Offizier, 1962)
Stefan Weber (* 23. Dezember 1962 in Mayen) ist ein deutscher Oberst des Heeres. Von September 2020 bis März 2025 war er Kommandeur des Landeskommandos Rheinland-Pfalz.

## Militärische Laufbahn

### Ausbildung und erste Verwendungen
Weber trat 1982 beim Panzergrenadierbataillon 352 in Mellrichstadt in die Bundeswehr ein, wo er seine Grundausbildung absolvierte. Seine Offizierausbildung erfolgte ab 1984 an der Offizierschule des Heeres in München und an der Artillerieschule in Idar-Oberstein. An der Rheinischen Friedrich-Wilhelm-Universität Bonn studierte er Geographie. Dem Abschluss als Diplom-Geograph folgten in den Jahren 1991 bis 1995 Verwendungen als Zugführer des Topographiezuges 800 in Neubrandenburg und als Batteriechef der Topographiebatterie 900 in Koblenz.

### Generalstabsausbildung und Dienst als Stabsoffizier
Von 1995 bis 1997 absolvierte Weber den 38. Generalstabslehrgang Heer an der Führungsakademie der Bundeswehr in Hamburg, wo er zum Offizier im Generalstabsdienst ausgebildet wurde. Es folgte der Einsatz als G4 bei der Panzerbrigade 39 in Erfurt, bevor er von 1999 bis 2000 die italienische Generalstabsausbildung (ISSMI) in Rom absolvierte. Im Anschluss war er zunächst G3 und Studienprojektoffizier am Zentrum für Analysen und Studien der Bundeswehr in Waldbröl und anschließend Referent im Führungsstab der Streitkräfte im Bundesministerium der Verteidigung (FüS VI 1) auf der Hardthöhe in Bonn. In den Jahren 2002 bis 2004 führte er das Stabs- und Unterstützungsbataillon 200 des II. (Deutsch-Amerikanisches) Korps in Ulm.
Es folgten Verwendungen als Military Assistant des Deputy Commanders Allied Land Component Command in Heidelberg, als Teilbereichsleiter I 1 (3) im Heeresamt  in Köln, als Chief International Doctrine am US Army Peacekeeping and Stability Operations Institute in Carlisle in den USA sowie als Referent im Führungsstab des Heeres (Fü H III 2) und in der Abteilung Planung (Plg I 3) im Bundesministerium der Verteidigung in Bonn. In diese Zeit fiel auch ein Auslandseinsatz im Kosovo. Von September 2008 bis März 2009 war er im Rahmen des KFOR-Einsatzes Chief Force Issues and Policy, J5 im Hauptquartier in Pristina.
2013 wurde Weber Deutscher Verbindungsoffizier im italienischen Verteidigungsministerium in Rom, bevor er von 2014 bis 2016 als Stellvertretender Kommandeur und Chef des Stabes des Landeskommandos Nordrhein-Westfalen in Düsseldorf tätig war. Danach führte ihn sein Weg ins Kommando Streitkräftebasis nach Bonn, wo er als Unterabteilungsleiter Nationaler Territorialer Befehlshaber eingesetzt war. In den Jahren 2017 bis 2020 war Weber Heeresattaché und Stellvertretender Verteidigungsattaché in der Deutschen Botschaft Washington in den USA.
Von September 2020 bis zum 26. März 2025 war Stefan Weber Kommandeur des Landeskommandos Rheinland-Pfalz in Mainz.

## Einsatz im Ahrtal
In der Nacht des 14. Juli 2021 ereignete sich im rheinland-pfälzischen Ahrtal eine der schlimmsten Flutkatastrophen der Bundesrepublik Deutschland. Weber als Kommandeur des Landeskommandos Rheinland-Pfalz verlegte bereits am 15. Juli 2021 in den Einsatzraum und koordinierte die Bundeswehrkräfte, deren Führung ihm am 18. Juli 2021 übertragen wurde. Es war das erste Mal, dass ein Landeskommando unmittelbar einen Einsatz dieser Größenordnung führte. Dies geschah aus einem improvisierten Gefechtsstand, der in unmittelbarer Nähe der zivilen Einsatzleitung in der Bundesakademie für Bevölkerungsschutz und Zivile Verteidigung (BABZ) disloziert war. In dem ungefähr achtwöchigen Einsatz gelang es, viele Menschen zu retten, zu bergen und zu versorgen, Infrastruktur wieder gangbar zu machen sowie öffentliche Einrichtungen frei zu räumen und wieder nutzbar zu machen. Der Einsatz der Bundeswehr umfasste dabei bis zu 1200 Soldatinnen und Soldaten, 300 Kraftfahrzeuge und Großgerät sowie zehn Luftfahrzeuge.

## Wahlmann in der Bundesversammlung
Weber war 2022 Mitglied der 17. Bundesversammlung, die Frank-Walter Steinmeier zum Bundespräsidenten wählte. Auf Vorschlag der rheinland-pfälzischen SPD-Landtagsfraktion hatte ihn der Landtag Rheinland-Pfalz stellvertretend für die unzähligen professionellen und ehrenamtlichen Helfer im Ahrtal in die Bundesversammlung gewählt.

## Auszeichnungen
- Ehrenkreuz der Bundeswehr in Silber
- Einsatzmedaille der Bundeswehr (KFOR)
- NATO-Medaille KFOR
- Meritorious Service Medal (Vereinigte Staaten)
- Legion of Merit (Officer)

## Privates
Weber ist verheiratet und Vater von zwei Kindern.